# Franjo Tuđman

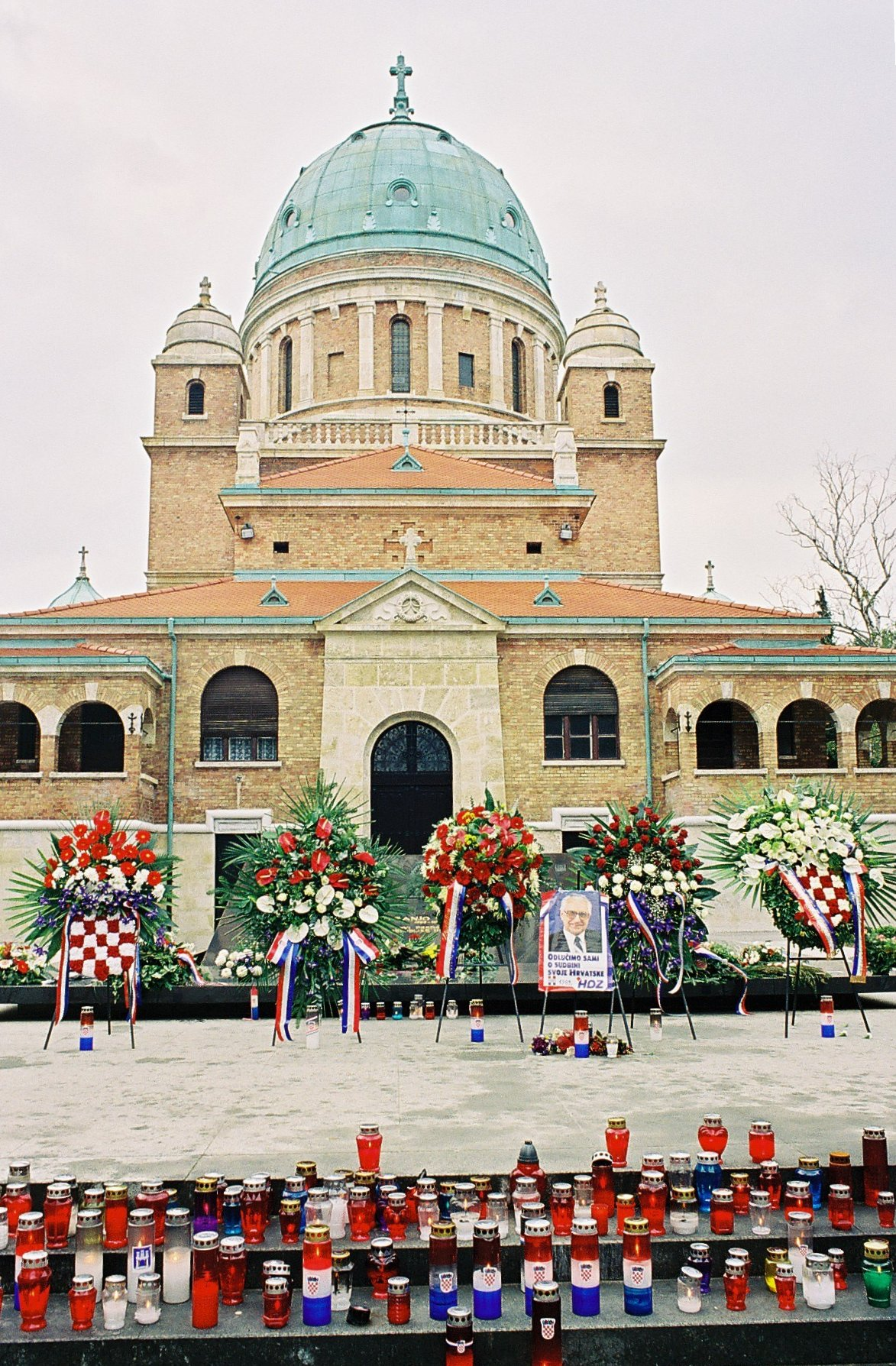
Grób Franja Tuđmana na cmentarzu Mirogoj w Zagrzebiu (2005)

Franjo Tuđman (wym. [fra:ɲɔ ˈtudʑma:n]ⓘ; ur. 14 maja 1922 w m. Veliko Trgovišće, zm. 10 grudnia 1999 w Zagrzebiu) – chorwacki wojskowy, polityk, historyk i nauczyciel akademicki, generał, działacz komunistyczny, następnie dysydent i więzień polityczny, współzałożyciel i lider Chorwackiej Wspólnoty Demokratycznej (HDZ), od 1990 do czasu swojej śmierci w 1999 pierwszy prezydent Chorwacji.

## Życiorys
Jego ojciec był działaczem Chorwackiej Partii Chłopskiej. Franjo Tuđman w 1941 dołączył do komunistycznej partyzantki, na czele której stał Josip Broz Tito. Po II wojnie światowej i powstaniu komunistycznej Jugosławii pozostał w wojsku. Pracował w resorcie obrony i w administracji Jugosłowiańskiej Armii Ludowej, a także w redakcji encyklopedii wojskowej. Działał w Związku Komunistów Jugosławii. W 1957 został absolwentem studiów wojskowych na Akademii Wojskowej w Belgradzie. Pełnił funkcję menedżera należącego do wojska klubu piłkarskiego FK Partizan. W 1960 otrzymał awans generalski, w 1961 odszedł z czynnej służby, koncentrując się na działalności akademickiej. Do 1967 kierował stworzonym przez siebie instytutem historii ruchu robotniczego. W 1963 został profesorem na Uniwersytecie w Zagrzebiu, gdzie wykładał m.in. historię. W 1965 doktoryzował się na Uniwersytecie w Zadarze. Prowadził w tym okresie liczne wykłady na uczelniach w Europie i Ameryce Północnej. W drugiej połowie lat 60. wykonywał mandat deputowanego do parlamentu Socjalistycznej Republiki Chorwacji. Był członkiem Chorwackiej Akademii Nauki i Sztuki oraz towarzystwa chorwackich pisarzy. Autor około 100 publikacji, w tym artykułów, esejów i książek poświęconych historii i teorii wojskowości oraz stosunkom międzynarodowym.
Zaczął głosić tezę, że zdominowane przez Serbów władze w Belgradzie nadmiernie nagłaśniają zbrodnie wojenne ruchu ustaszy, a jednocześnie minimalizują udział Chorwatów w ruchu antyfaszystowskim. Twierdził też, że każda z republik powinna tworzyć odrębne siły obronne. Zarzucono mu wówczas propagowanie nacjonalizmu, doprowadzono do jego usunięcia z partii komunistycznej i zwolniono z pracy na uczelni. Dwukrotnie w następnych latach skazywany i więziony. W 1972 skazany na karę 2 lat pozbawienia wolności, gdy zarzucono mu powiązania z opozycyjnymi środowiskami diaspory; zwolniono go po 8 miesiącach kary. W 1981, po wywiadzie dla zagranicznej telewizji dotyczącym m.in. kwestii ustaszy, został skazany na 3 lata pozbawienia wolności. Był osadzony od stycznia 1982 do lutego 1983 oraz od maja do września 1984, zwalniano go z uwagi na stan zdrowia.
W 1987 odzyskał paszport, odbył wówczas szereg podróży, nawiązując kontakty z chorwackimi społecznościami emigracyjnymi. W 1989 był współzałożycielem Chorwackiej Wspólnoty Demokratycznej, wówczas ruchu o profilu nacjonalistycznym i konserwatywnym. W tym samym roku został przewodniczącym HDZ jako partii, którą kierował do czasu swojej śmierci w 1999. Wiosną 1990 w Chorwacji przeprowadzono pierwsze wolne wybory do Zgromadzenia Chorwackiego, w których HDZ odniosła zdecydowane zwycięstwo. Jej lider uzyskał wówczas jeden z mandatów, które przypadły tej partii.
30 maja 1990 Franjo Tuđman został głową państwa, gdy parlament wybrał go na przewodniczącego kolegialnego prezydium. 22 grudnia tegoż roku, po reformie konstytucyjnej, objął urząd prezydenta. 25 czerwca 1991 kierowana przez niego Chorwacja ogłosiła niepodległość. Dwukrotnie z powodzeniem ubiegał się o reelekcję w wyborach powszechnych, wygrywając w pierwszych turach głosowania: w 1992 otrzymał 56,7% głosów, a w 1997 poparło go 61,4% głosujących.
Był przywódcą państwa w okresie wojny w Chorwacji, w jej wyniku Slawonia i Krajina pozostały w granicach Chorwacji. W trakcie jego prezydentury doszło też do wojny w Bośni i Hercegowinie. Początkowo był zwolennikiem koncepcji podziału tego kraju na trzy części, wspierał Chorwacką Republikę Herceg-Bośni i podjął negocjacje ze Slobodanem Miloševiciem. W 1994 pod naciskiem USA zerwał współpracę z Serbami, po czym podpisał porozumienie z przywódcą bośniackich muzułmanów Aliją Izetbegoviciem. W 1995 był jednym z sygnatariuszy układu z Dayton, który zakończył dla Chorwacji okres wojen w regionie.
Sposób sprawowania przez niego władzy w Chorwacji określano jako autorytarny. W toku długotrwałego konfliktu zbrojnego z Serbią obie strony dokonały licznych zbrodni wojennych i masowych przesiedleń ludności. Chorwacji zarzucano brak faktycznej współpracy z Międzynarodowym Trybunałem Karnym dla byłej Jugosławii. Prokurator tego trybunału Graham Blewitt w 2000 stwierdził, że sam Franjo Tuđman także zostałby pociągnięty do odpowiedzialności przed ICTY. Krytykowany był także za odwoływanie się do historycznego dziedzictwa faszystowskiego ruchu ustaszy, którzy w czasie II wojny światowej dokonywali czystek etnicznych i innych zbrodni wojennych we współpracy z nazistowskimi Niemcami. Pojawiały się zarzuty korupcji i nepotyzmu (jego najstarszy syn kierował w latach 90. agencją wywiadowczą). Jego rządy doprowadziły do politycznej izolacji Chorwacji na arenie międzynarodowej.
W 1999 stan zdrowia prezydenta, zmagającego się z chorobą nowotworową, uległ pogorszeniu. Franjo Tuđman zmarł 10 grudnia tegoż roku. W związku z jego śmiercią w Chorwacji ogłoszono trzydniową żałobę narodową. Został pochowany na cmentarzu Mirogoj w Zagrzebiu.

## Życie prywatne
Był żonaty z Ankicą Tuđman (1926–2022), którą poznał w partyzantce. Miał troje dzieci: synów Miroslava i Stepana oraz córkę Nevenkę.

## Odznaczenia

### Chorwackie
- Wielki Order Króla Tomisława  z Wstęgą i Wielką Gwiazdą Poranną (1995)[13][14]
- Wielki Order Króla Petara Krešimira IV z Wstęgą i Gwiazdą Poranną (1995)[13][14]
- Order Księcia Domagoja z wstęgą (1995)[13][14]
- Order Ante Starčevicia (1995)[13][14]
- Order Stjepana Radicia (1995)[13][14]
- Order Chorwackiej Jutrzenki w kategorii nauka (1995)[13][14]
- Red hrvatskog trolista (1995)[13][14]
- Spomenica domovinskog rata (1995)[13][14]
- Spomenica domovinske zahvalnosti (1995)[13][14]
- Medalja „Bljesak” (1996)[13][14]
- Medalja „Ljeto ’95” (1996)[13][14]
- Medalja „Oluja” (1996)[13][14]
- Medalja za iznimne pothvate (1996)[13][14]

### Jugosłowiańskie
- Order Partyzanckiej Gwiazdy ze srebrnym wieńcem (1944)[15]
- Order Partyzanckiej Gwiazdy ze złotym wieńcem[15]
- Order za Odwagę[15]
- Order Zasługi dla Ludu (1945)[15]
- Medal Pamiątkowy Partyzantów 1941[15]

### Zagraniczne
- Krzyż Wielki Orderu Zasługi Republiki Włoskiej (Włochy, 1992)[16][17][18]
- Krzyż Wielki Orderu Zasługi (Chile, 1994)[17][18]
- Krzyż Wielki Orderu Wyzwoliciela San Martina (Argentyna, 1994)[17][18]
- Order Żukowa (Rosja, 1996)[17][18][19]
- Krzyż Wielki Orderu Zbawiciela (Grecja, 1998)[17][18]
- Order Republiki (Turcja, 1999)[17][18]